# Вильфранш-де-Конфлан
Вильфранш-де-Конфлан (фр. Villefranche-de-Conflent, кат. Vilafranca de Conflent) — исторический город в каталонском районе Конфлан, ныне деревня и коммуна на юге Франции, в кантоне Прад одноимённого округа (департамент Восточные Пиренеи, Окситания). Входит в список «Самых красивых деревень Франции». Крепостные сооружения в составе других фортификаций маркиза де Вобана внесены в список объектов всемирного наследия.

## География
Вильфранш-де-Конфлан расположен в месте слияния рек Тет и Сади, на высоте около 440 м над уровнем моря. С запада и севера населённый пункт огибает река Тет, в которую на востоке от деревни впадает река Сади. К югу расположен пик высотой 800 м. Вильфранш-де-Конфлан расположен у подножия пика Канигу (фр. Canigou, кат. Canigó; 2784 м) — высшей точки восточной гряды Пиренейских гор.

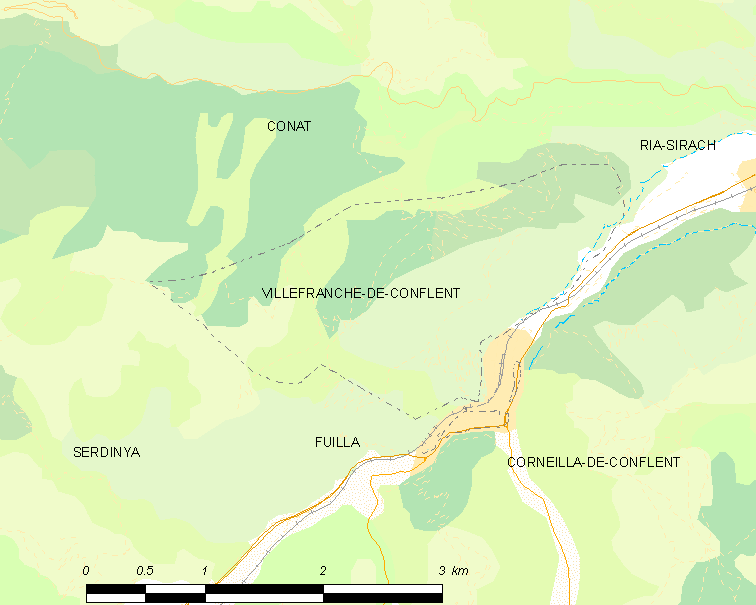
Карта коммуны

## История
Вильфранш-де-Конфлан был основан в 1098 году. Первоначально это была крепость, важная своим стратегическим положением на границе Франции и Каталонии, позднее Франции и Испании.
В середине XIII века в деревне родился еврейский философ и писатель Леви бен Авраам бен Хаим (1245—1250 — ум. в Арле после 1315).

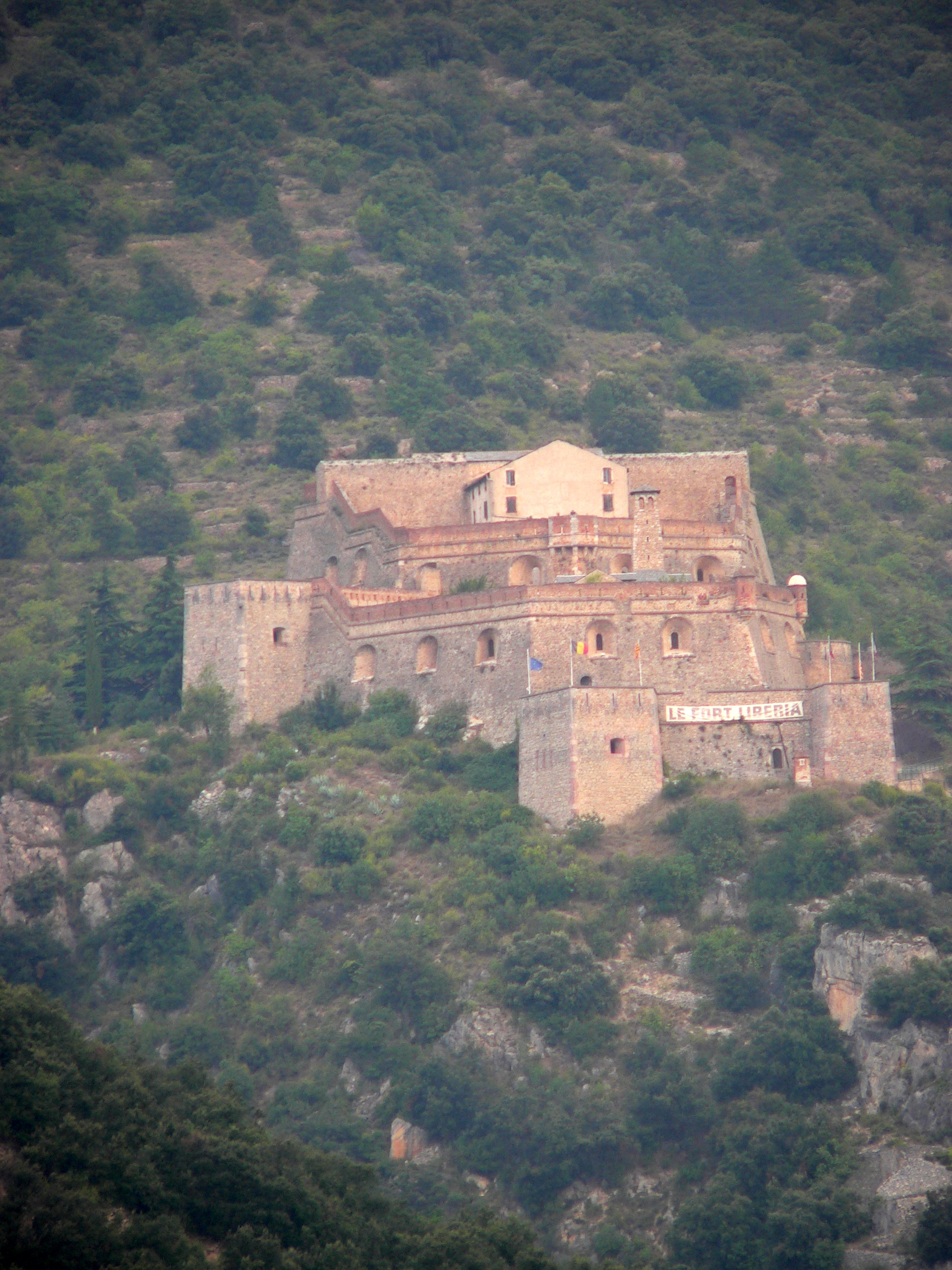
Форт Либерия

В 1374 году Вильфранш сопротивлялся осаде Хайме III, сына последнего короля Мальорки. В июле 1654 года войска французского короля Людовика XIV захватили город после восьмидневной осады. В начале XVIII века Вильфранш стал частью программы строительства и благоустройства окраин французской обороны маркиза де Вобана. В 2008 году в составе других фортификаций маршала был внесён в список всемирного наследия. Оборонительные стены города до сих остаются его главной достопримечательностью.

## Демография

Население 1962-2008

## Транспорт
Через Вильфранш-де-Конфлан проходит автомобильная дорога № 116 от Перпиньяна на Средиземное море и горная железная дорога, ныне популярный туристический маршрут, известный как железнодорожная линия Сердань, по которой ходит «Le petit train jaune» – «маленький желтый поезд», являющийся достопримечательностью региона.